# 沙什廷斯特拉熱

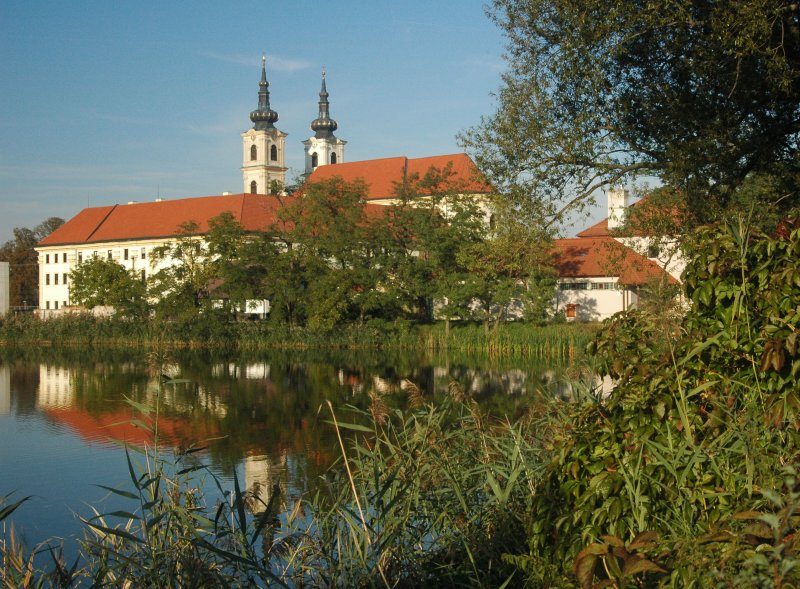

沙什廷斯特拉熱是斯洛伐克的城鎮，位於該國西部，由特爾納瓦州負責管轄，距離首都布拉迪斯拉發65公里，面積41.95平方公里，海拔高度170米，2005年人口5,056，人口密度每平方公里121人。

## 外部連結
- Official website （斯洛伐克文）
- Unofficial website （斯洛伐克文）